# 대한민국 상법 제355조
대한민국 상법 제355조는 주권발행의 시기에 대한 상법 회사법의 조문이다.

## 조문
제355조 (주권발행의 시기)
①회사는 성립후 또는 신주의 납입기일후 지체없이 주권을 발행하여야 한다.

②주권은 회사의 성립후 또는 신주의 납입기일후가 아니면 발행하지 못한다.

③전항의 규정에 위반하여 발행한 주권은 무효로 한다. 그러나 발행한 자에 대한 손해배상의 청구에 영향을 미치지 아니한다.

第355條 (株券發行의 時期) ① 會社는 成立後 또는 新株의 納入期日後 遲滯없이 株券을 發行하여야 한다.
②株券은 會社의 成立後 또는 新株의 納入期日後가 아니면 發行하지 못한다.
③前項의 規定에 違反하여 發行한 株券은 無效로 한다. 그러나 發行한 者에 對한 損害賠償의 請求에 影響을 미치지 아니한다.

## 판례
- 상법 제355조의 주권발행은 같은 법 제356조 소정의 형식을 구비한 문서를 작성하여 이를 주주에게 교부하는 것을 말하고 위 문서가 주주에게 교부된 때에 비로소 주권으로서의 효력을 발생하는 것이므로 회사가 주주권을 표창하는 문서를 작성하여 이를 주주가 아닌 제3자에게 교부하여 주었다 할지라도 위 문서는 아직 회사의 주권으로서의 효력을 가지지 못한다[1]

## 같이 보기
- 주권
- 주주명부